# Cliff Britton
Cliff  Britton, né le 29 août 1909 à Bristol (Angleterre) et mort le 1er décembre 1975, est un footballeur anglais, qui évoluait au poste de milieu de terrain à Everton et en équipe d'Angleterre.
Britton a marqué un but lors de ses neuf sélections avec l'équipe d'Angleterre entre 1934 et 1937.

## Carrière de joueur
- 1928-1929 : Bristol Rovers
- 1930-1938 : Everton
- 1938-1945 : Burnley

## Palmarès

### En équipe nationale
- 9 sélections et 1 but avec l'équipe d'Angleterre entre 1934 et 1937.

### Avec Everton
- Vainqueur de la Coupe d'Angleterre de football en 1933.

## Carrière d'entraineur
- 1945-1948 : Burnley
- 1948-1956 : Everton
- 1956-1961 : Preston North End
- 1961-1970 : Hull City